# Gabrielle Carle

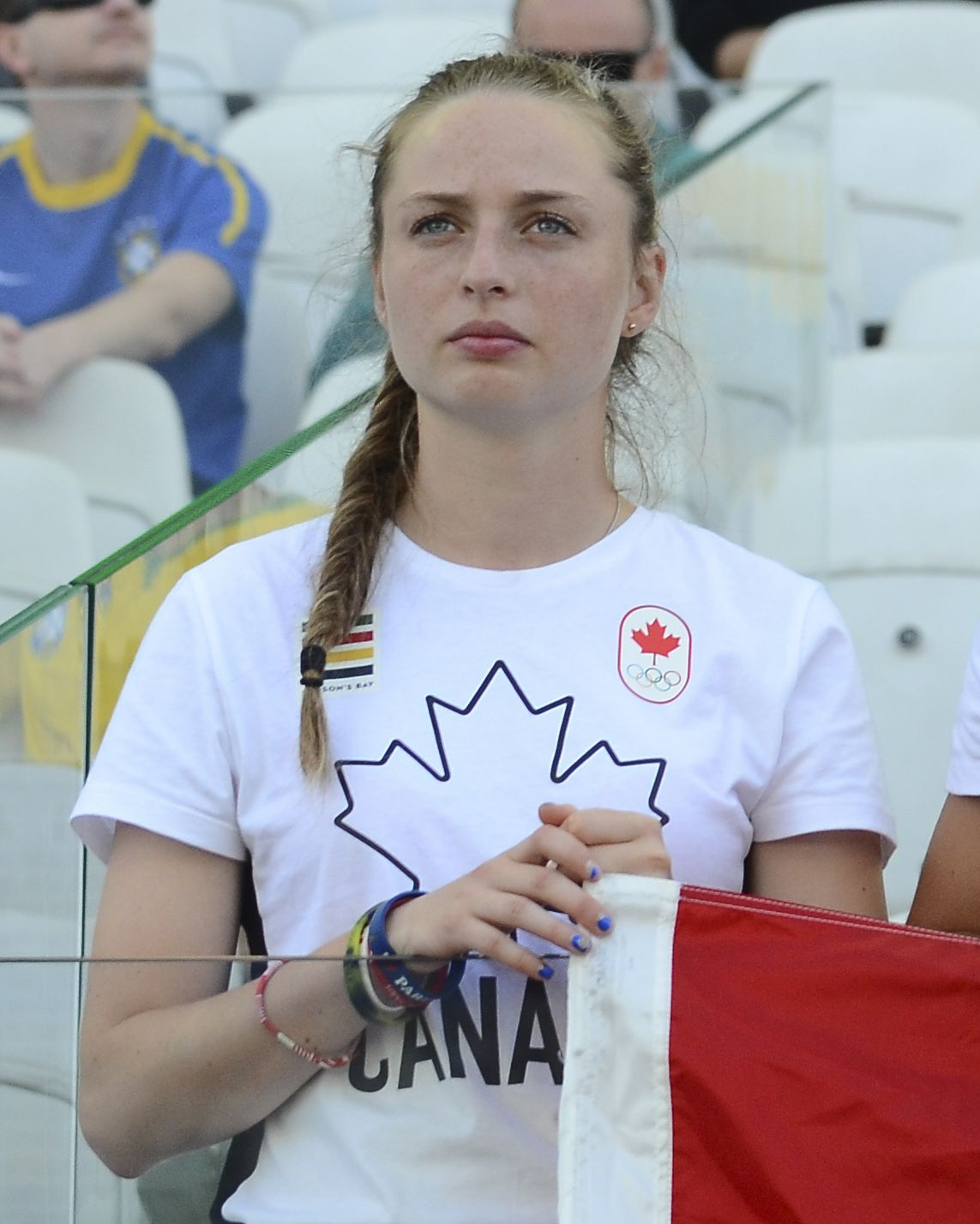
Gabrielle Carle

Gabrielle Carle, född 12 oktober 1998 i Québec, är en kanadensisk fotbollsspelare.
Hon blev olympisk guldmedaljör i fotboll vid sommarspelen 2020 i Tokyo.